# ダイキチシステム
ダイキチシステム株式会社（英: DAIKICHI SYSTEM LIMITED.）は、大阪市中央区南船場に本社を置く、「やきとり大吉」の店舗名で焼き鳥店を全国展開する企業である。

## 概要
店舗は全てフランチャイザーであり、全国の住宅街など狭い商圏に展開されているのを特徴とする。2001年にサントリーと業務提携を結んでおり、サントリー（サントリーホールディングス）の完全子会社となっていた。
2022年9月13日、焼き鳥チェーン「鳥貴族」を傘下に持つ鳥貴族ホールディングス（現・エターナルホスピタリティグループ）がサントリーホールディングスが保有するダイキチシステムの全ての株式を取得すると発表した。実際の株式譲渡は2023年1月4日。経営統合後も「鳥貴族」と「大吉」の両ブランドを併存させ、地方への展開も強化するという。

## チェーン店について
チェーン店は、どこも10坪程度の比較的小さい面積となっており、その内装に鉄道の枕木を再利用している。
仕入れやメニュー構成・焼き鳥のたれ作りなどを店主に委ねており（ただし酒類は本部が指定したサントリー系列の仕入れルートに限定される）、併せてロイヤリティを固定とすることで、店主の独立を促す形でのチェーン展開を行っている（同社によれば、最低開業資金として150万円あれば、店舗を借り受ける形で、独立開業が可能としている）。また、本部が斡旋する店舗物件も駅前などの一等地を避け、住宅地などの競合店舗の少ない場所の路面店として、固定客のニーズに応じやすくすることで店舗規模と相まって比較的長期に店舗運営ができる仕組みを導入しており、流行り廃りの激しい飲食業界にありながら、8割の店主が10年以上店舗を運営しているという。

## 裁判
1998年に神戸市垂水区で開店した「やきとり大吉」の店舗について、「（焼き鳥の）においで快適な生活が侵害された」として、近隣の住民が店主と本部（ダイキチシステム）を相手取り、におい対策と損害賠償を求める裁判が行われた。
一審の神戸地方裁判所は「臭気は受忍限度を優に超える」として原告勝訴の判決を言い渡したが、二審の大阪高等裁判所では「原告がにおいを特にひどく感じるのも風の弱い時などに限られ、においが受忍限度を超えると認められない」として原告敗訴の判決を下した。